# 2,5-diidrossipiridina 5,6-diossigenasi
La 2,5-diidrossipiridina 5,6-diossigenasi è un enzima appartenente alla classe delle ossidoreduttasi, che catalizza la seguente reazione:
2,5-diidrossipiridina + O2 + H2O ⇄ maleamato + formato
L'enzima richiede Fe2+.